# Franz Silberstein
Franz Peter Silberstein (* 9. Mai 1887 in Dresden; † 3. Mai 1949 in Villa General Belgrano, Argentinien) war ein deutscher Publizist und Wirtschaftswissenschaftler.

## Leben und Werk
Franz Silberstein kam 1887 als Sohn des Kaufmanns Max Silberstein und der Doris Silberstein (1863–), geborene Perutz zur Welt. Seine beiden Eltern waren jüdischen Glaubens, sie wohnten in der Kaulbachstraße in Dresden.
Franz Silberstein besuchte das Wilhelm-Gymnasium in Hamburg, wo er zu Michaelis 1906 das Reifezeugnis erhielt. Von Oktober 1906 bis September 1907 absolvierte Silberstein den Militärdienst als Einjährig-Freiwilliger im 2. Feldartillerie-Regiment der Bayerischen Armee. Ab 1907 studierte Silberstein Nationalökonomie in Würzburg, Heidelberg, Berlin und Bonn. 1912 wurde er an der Universität Bonn promoviert. Einer seiner Hochschullehrer war Hermann Schumacher, durch den Silberstein seinen langjährigen Kollegen und Freund Erich Welter kennenlernte.
Bei Ausbruch des Ersten Weltkriegs wurde Silberstein wieder zur Bayerischen Artillerie eingezogen. Er diente in verschiedenen Truppenteilen, wurde verwundet und sukzessive zum Vizewachtmeister und dann 1916 zum Offiziersstellvertreter befördert. Am 20. März 1917 wurde er durch einen Gewehrschuss in die Lunge schwer verwundet und verbrachte längere Zeit in Lazaretten. Im März 1918 heiratete er die Lehrerin Charlotte Siegfrieda Weißwange (1883–).
Nach Kriegsende arbeitete Silberstein beim Berliner Tageblatt in der Handelsredaktion. Seine politische Linie zeigte er 1919 in seinem schmalen Buch Grundzüge des Liberalismus an. Später war er wirtschaftspolitischer Redakteur und verfasste Leitartikel bei der Deutschen Allgemeinen Zeitung. Für diese Zeitung arbeitete er als europäischer Auslandskorrespondent, unter anderem in London und Paris. Anschließend ging er zur Vossischen Zeitung, wo er das neugeschaffene außenpolitische Ressort als Leiter übernahm.
Ein Jahr nach der Machtergreifung der Nationalsozialisten wurde die Vossische Zeitung eingestellt. Silberstein hatte als jüdischer Journalist keine Chance auf eine Anstellung und auch keine anderen Publikationsmöglichkeiten im nationalsozialistischen Deutschland. Gemeinsam mit seiner Frau emigrierte er nach Argentinien. 1939 wurde ihm vom Deutschen Reich die Staatsbürgerschaft entzogen. Nach Kriegsende bemühte er sich um eine Rückkehr nach Deutschland, es gab jedoch Schwierigkeiten mit der Wiedererlangung der deutschen Staatsbürgerschaft. Im Mai 1949 verstarb Silberstein plötzlich im Alter von 61 Jahren.

## Schriften (Auswahl)
- Grundzüge des Liberalismus. Vita, Berlin-Charlottenburg 1919.
- Die unteilbare Freiheit. Alemann, Buenos Aires 1941.
- Der Weg ins Verderben : Europäische Politik von Bismarck bis Hitler. Beutelspacher, Buenos Aires 1948.